# Daniel Sedin
Daniel Sedin (* 26. září 1980, Örnsköldsvik, Švédsko) je bývalý švédský profesionální hokejista, který odehrál na pozici útočníka 17 sezón v severoamerické lize NHL za tým Vancouver Canucks, stejně jako jeho dvojče Henrik Sedin.

## Hráčská kariéra
Svoji profesionální kariéru zahájil v roce 1997 v týmu švédské ligy MODO Hockey, kde hrál také v době výluky NHL v sezóně 2004/2015. V roce 1999 byl draftován jako číslo 2 do týmu Canucks, kam přestoupil v roce 2000, a kde hrál až do konce kariéry po sezóně 2017/2018. V základní části NHL odehrál celkem 1306 utkání, nastřílel 393 gólů a na dalších 648 přihrál. V roce 1999 vyhrál anketu o hokejistu roku ve švédské lize (Zlatý puk).
Se švédskou reprezentací získal zlatou olympijskou medaili v roce 2006 na Zimních olympijských hrách 2006 v Turíně a stříbro na Zimních olympijských hrách 2014 v Soči.

## Ocenění a úspěchy
- 1998 MEJ-18 – All-Star Tým
- 1998 MEJ-18 – Nejlepší útočník
- 1998 MEJ-18 – Nejproduktivnější hráč
- 1999 SEL – All-Star Tým
- 1999 SEL – Zlatý puk
- 1999 All-Star Tým Švédska
- 1999 Nejlepší švédský junior
- 2000 SEL – All-Star Game
- 2000 SEL – All-Star Tým
- 2000 SEL – Nejlepší střelec v playoff
- 2000 All-Star Tým Švédska
- 2000 MSJ – Nejlepší střelec
- 2000 MS – Nejproduktivnější junior
- 2010 NHL – Druhý NHL All-Star Tým
- 2011 NHL – All-Star Game
- 2011 NHL – První NHL All-Star Tým
- 2011 NHL – Art Ross Trophy
- 2011 NHL – Ted Lindsay Award
- 2011 NHL – Viking Award
- 2012 NHL – All-Star Game
- 2013 MS – Top tří hráčů v týmu
- 2016 NHL – All-Star Game
- 2018 NHL – King Clancy Memorial Trophy
- 2022 Hokejová síň slávy

## Prvenství
- Debut v NHL – 5. října 2000 (Philadelphia Flyers proti Vancouver Canucks)
- První gól v NHL – 8. října 2000 (Tampa Bay Lightning proti Vancouver Canucks, kanadskému brankáři Dan Cloutier)
- První asistence v NHL – 12. října 2000 (Vancouver Canucks proti Colorado Avalanche)
- První hattrick v NHL – 24. února 2004 (Vancouver Canucks proti Detroit Red Wings)

## Klubová statistika
| Sezóna       | Klub              | Soutěž       |      | Základní část | Základní část | Základní část | Základní část | Základní část |    | Play off | Play off | Play off | Play off | Play off |
| Sezóna       | Klub              | Soutěž       | Z    | G             | A             | B             | TM            | Z             | G  | A        | B        | TM       |          |          |
| 1997/98      | MODO Hockey       | SEL          | 45   | 4             | 8             | 12            | 26            | 9             | 0  | 0        | 0        | 2        |          |          |
| 1998/99      | MODO Hockey       | SEL          | 50   | 21            | 21            | 42            | 20            | 13            | 4  | 8        | 12       | 14       |          |          |
| 1999/00      | MODO Hockey       | SEL          | 50   | 19            | 26            | 45            | 28            | 13            | 8  | 6        | 14       | 18       |          |          |
| 2000/01      | Vancouver Canucks | NHL          | 75   | 20            | 14            | 34            | 24            | 4             | 1  | 2        | 3        | 0        |          |          |
| 2001/02      | Vancouver Canucks | NHL          | 79   | 9             | 23            | 32            | 32            | 6             | 0  | 1        | 1        | 0        |          |          |
| 2002/03      | Vancouver Canucks | NHL          | 79   | 14            | 17            | 31            | 34            | 14            | 1  | 5        | 6        | 8        |          |          |
| 2003/04      | Vancouver Canucks | NHL          | 82   | 18            | 36            | 54            | 18            | 7             | 1  | 2        | 3        | 0        |          |          |
| 2004/05      | MODO Hockey       | SEL          | 49   | 13            | 20            | 33            | 40            | 6             | 0  | 3        | 3        | 6        |          |          |
| 2005/06      | Vancouver Canucks | NHL          | 82   | 22            | 49            | 71            | 34            | —             | —  | —        | —        | —        |          |          |
| 2006/07      | Vancouver Canucks | NHL          | 81   | 36            | 48            | 84            | 36            | 12            | 2  | 3        | 5        | 4        |          |          |
| 2007/08      | Vancouver Canucks | NHL          | 82   | 29            | 45            | 74            | 50            | —             | —  | —        | —        | —        |          |          |
| 2008/09      | Vancouver Canucks | NHL          | 82   | 31            | 51            | 82            | 36            | 10            | 4  | 6        | 10       | 8        |          |          |
| 2009/10      | Vancouver Canucks | NHL          | 63   | 29            | 56            | 85            | 28            | 12            | 5  | 9        | 14       | 12       |          |          |
| 2010/11      | Vancouver Canucks | NHL          | 82   | 41            | 63            | 104           | 32            | 25            | 9  | 11       | 20       | 32       |          |          |
| 2011/12      | Vancouver Canucks | NHL          | 72   | 30            | 37            | 67            | 40            | 2             | 0  | 2        | 2        | 0        |          |          |
| 2012/13      | Vancouver Canucks | NHL          | 47   | 12            | 28            | 40            | 18            | 4             | 0  | 3        | 3        | 14       |          |          |
| 2013/14      | Vancouver Canucks | NHL          | 73   | 16            | 31            | 47            | 38            | —             | —  | —        | —        | —        |          |          |
| 2014/15      | Vancouver Canucks | NHL          | 82   | 20            | 56            | 76            | 18            | 6             | 2  | 2        | 4        | 0        |          |          |
| 2015/16      | Vancouver Canucks | NHL          | 82   | 28            | 33            | 61            | 36            | —             | —  | —        | —        | —        |          |          |
| 2016/17      | Vancouver Canucks | NHL          | 82   | 15            | 29            | 44            | 32            | —             | —  | —        | —        | —        |          |          |
| 2017/18      | Vancouver Canucks | NHL          | 81   | 23            | 32            | 55            | 40            | —             | —  | —        | —        | —        |          |          |
| Celkem v NHL | Celkem v NHL      | Celkem v NHL | 1306 | 393           | 648           | 1041          | 600           | 102           | 25 | 46       | 71       | 78       |          |          |
| celkem SEL   | celkem SEL        | celkem SEL   | 194  | 57            | 75            | 132           | 114           | 41            | 12 | 17       | 29       | 40       |          |          |

## Reprezentace
| Rok                       | Tým                       | Soutěž                    | Z  | G  | A  | B  | TM |
| ------------------------- | ------------------------- | ------------------------- | -- | -- | -- | -- | -- |
| 1997                      | Švédsko 18                | MEJ-18                    | 6  | 2  | 4  | 6  | 6  |
| 1998                      | Švédsko 20                | MSJ                       | 7  | 4  | 1  | 5  | 2  |
| 1998                      | Švédsko 18                | MEJ-18                    | 6  | 3  | 8  | 11 | 10 |
| 1999                      | Švédsko 20                | MSJ                       | 6  | 5  | 5  | 10 | 2  |
| 1999                      | Švédsko                   | MS                        | 9  | 0  | 1  | 1  | 2  |
| 2000                      | Švédsko 20                | MSJ                       | 7  | 6  | 4  | 10 | 0  |
| 2000                      | Švédsko                   | MS                        | 7  | 3  | 2  | 5  | 8  |
| 2001                      | Švédsko                   | MS                        | 3  | 0  | 2  | 2  | 0  |
| 2005                      | Švédsko                   | MS                        | 9  | 5  | 4  | 9  | 2  |
| 2006                      | Švédsko                   | OH                        | 8  | 1  | 3  | 4  | 2  |
| 2010                      | Švédsko                   | OH                        | 4  | 1  | 2  | 3  | 0  |
| 2013                      | Švédsko                   | MS                        | 4  | 1  | 5  | 6  | 2  |
| 2014                      | Švédsko                   | OH                        | 6  | 1  | 4  | 5  | 4  |
| 2016                      | Švédsko                   | SP                        | 4  | 0  | 2  | 2  | 0  |
| Juniorská kariéra celkově | Juniorská kariéra celkově | Juniorská kariéra celkově | 32 | 20 | 22 | 42 | 16 |
| Seniorská kariéra celkově | Seniorská kariéra celkově | Seniorská kariéra celkově | 54 | 12 | 25 | 37 | 20 |